# Uli Stielike
Ulrich "Uli" Stielike (nascut el 15 de novembre de 1954 a Ketsch, Alemanya) és un entrenador i exjugador de futbol alemany.